# Chlorops distinctus
Chlorops distinctus är en tvåvingeart som beskrevs av Spencer 1986. Chlorops distinctus ingår i släktet Chlorops och familjen fritflugor. Inga underarter finns listade i Catalogue of Life.